# Cục Phòng, chống tham nhũng, Thanh tra Chính phủ (Việt Nam)
Cục Phòng, chống tham nhũng (trực thuộc Thanh tra Chính phủ Việt Nam), được thành lập theo quyết định số 1424/QĐ-TTg ngày 31 tháng 10 năm 2006 của Thủ tướng Việt Nam; để giúp Tổng Thanh tra Chính phủ quản lý nhà nước về công tác phòng, chống tham nhũng; thực hiện nhiệm vụ, quyền hạn thanh tra chống tham nhũng theo thẩm quyền của Thanh tra Chính phủ. Trụ sở chính đặt tại thành phố Hà Nội. Theo Nghị định số 81/2023 Cục CTN có tên gọi mới là Cục Phòng, chống tham nhũng, tiêu cực.

## Hoàn cảnh ra đời và quá trình phát triển

### Quá trình phát triển
Bộ máy lúc mới thành lập chỉ có 20 cán bộ nhân viên (Cục trưởng, 2 Phó cục trưởng, một phòng tổng hợp và 3 phòng chuyên môn). Ban đầu chỉ làm các nhiệm vụ theo dõi, cập nhật tình hình, tổng hợp, phát hiện và đề xuất để Tổng thanh tra chỉ đạo và yêu cầu các vụ chức năng tiến hành các công việc có liên quan đến tham nhũng, chống tham nhũng.

## Nhiệm vụ
- Xây dựng, trình Tổng Thanh tra Chính phủ chiến lược, chương trình, kế hoạch phòng, chống tham nhũng;
- Giúp Tổng thanh tra tổ chức, chỉ đạo, hướng dẫn thực hiện các quy định của pháp luật về phòng, chống tham nhũng theo chức năng của Thanh tra Chính phủ;
- Thanh tra, kiểm tra trách nhiệm của các bộ, cơ quan ngang bộ, cơ quan thuộc chính phủ, Ủy ban nhân dân các tỉnh, thành phố trực thuộc Trung ương thực hiện các quy định của pháp luật về phòng, chống tham nhũng
- Thanh tra các vụ việc có dấu hiệu tham nhũng thuộc thẩm quyền Thanh tra Chính phủ;
- Tiếp nhận và thu thập thông tin về vụ việc có dấu hiệu tham nhũng; xây dựng cơ sở dữ liệu thông tin về phòng chống tham nhũng;
- Tổng hợp, báo cáo kết quả về phòng, chống tham nhũng thuộc phạm vi quản lý nhà nước của Thanh tra Chính phủ; tổng kết kinh nghiệm về công tác phòng, chống tham nhũng;
- Quản lý tổ chức, đội ngũ cán bộ, công chức theo phân cấp của Tổng thanh tra; quản lý tài sản, tài chính được giao theo quy định của pháp luật;
- Thực hiện các nhiệm vụ khác khi được Tổng thanh tra giao.

## Cơ cấu tổ chức
Cục Chống tham nhũng có tư cách pháp nhân, trụ sở đặt tại thành phố Hà Nội; Cơ cấu lãnh đạo Cục gồm Cục trưởng và 03 Phó Cục trưởng; đơn vị giúp việc Lãnh đạo Cục được tổ chức cấp Phòng. Bao gồm:
1. Phòng Tổng hợp
2. Phòng thực thi công ước liên hợp quốc về CTN
3. Phòng Nghiệp vụ I;
4. Phòng Nghiệp vụ II;
5. Phòng Nghiệp vụ III;

Số điện thoại tiếp nhận phản ánh về các hành vi tham nhũng: 080 48 228

## Lãnh đạo hiện nay
Cục trưởng: Hoàng Thái Dương (từ 01/11/2019)
Phó Cục trưởng:
1. Đặng Hùng Sơn
2. Ngô Mạnh Hùng
3. Phí Ngọc Tuyển

## Các thế hệ Cục trưởng
1. Cục trưởng đầu tiên: TS. Mai Quốc Bình, Phó Tổng thanh tra Chính phủ (kiêm nhiệm Cục trưởng từ ngày thành lập Cục đến hết tháng 3/2008)
2. TS. Trần Đức Lượng, đảm nhiệm Cục trưởng từ tháng 4/2008. Đến tháng 12/2008 T.S Lượng được Thủ tướng CP bổ nhiệm chức vụ Phó Tổng thanh tra và được Tổng thanh tra phân công kiêm nhiệm Cục trưởng Cục CTN.
3. Ông Phạm Trọng Đạt, đảm nhiệm chức vụ cục trưởng bắt đầu từ tháng 12/2009 đến 30/11/2018. Từ 01/12/2018, Phó Tổng thanh tra CP Trần Ngọc Liêm trực tiếp phụ trách Cục trong thời gian chờ kiện toàn chức danh Cục trưởng.
4. Ông Hoàng Thái Dương, đảm nhiệm Chức vụ Cục trưởng bắt đầu từ ngày 01/11/2019.

## Thành tích gần đây
- Thanh tra việc quản lý, sử dụng 10.000 ha cao su tại Công ty Cao su Tân Biên (Trưởng đoàn: Phạm Trọng Đạt, Phó Cục trưởng, phát hiện sai phạm nghiêm trọng, dẫn đến việc Thủ tướng Chính phủ quyết định cách chức Chủ tịch Tập đoàn Cao su Việt Nam Trần Kiên Quyết và chỉ đạo xử lý hàng chục cá nhân khác có sai phạm.
- Thanh tra một số dự án đầu tư tại Tổng Công ty Xây dựng Miền trung (Cosevco) (Trưởng đoàn: Phạm Trọng Đạt, Phó Cục trưởng) phát hiện nhiều sai phạm nghiêm trọng. Sau đó Chủ tịch HĐQT Tổng Công ty Trần Xuân Đính đã bị khởi tố, bắt giam và Cơ quan Công an xem xét một số sai phạm được Cục Chống tham nhũng phát hiện.[2]